# Phelsuma serraticauda
Phelsuma serraticauda este o specie de șopârle din genul Phelsuma, familia Gekkonidae, descrisă de Mertens 1963. A fost clasificată de IUCN ca specie în pericol. Conform Catalogue of Life specia Phelsuma serraticauda nu are subspecii cunoscute.

## Galerie

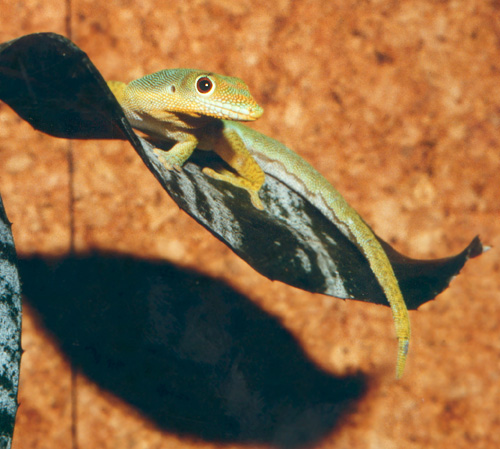